# Milt Campbell
Milton Gray Campbell (9 de diciembre de 1933 - 2 de noviembre de 2012) fue un decatleta estadounidense de la década de los cincuenta del siglo XX. Fue campeón olímpico en los juegos olímpicos de Melbourne en 1956, convirtiéndose en el primer atleta de raza negra en ganar esta especialidad en unos juegos olímpicos.
Campbell nació en la localidad de Plainfield (Nueva Jersey). Estudió en la Plainfield High School, donde compitió en pruebas de pista y en natación. En 1952, siendo aun estudiante de esta escuela, ganó la plaza para participar en la prueba de decatlón de los juegos olímpicos de Helsinki, donde obtendría la medalla de plata, tras el también estadounidense Bob Mathias.
En la Universidad de Indiana Bloomington, practicó fútbol americano y pruebas atléticas de pistas. En 1956 en  Melbourne, Campbell ganó la medalla de oro de Decatlón, estando muy cerca de batir el récord mundial.
Campbell batió el récord del Estado de New Jersey en salto de altura y en vallas y consiguió 140 puntos en fútbol jugando como fullback. Fue incluido en al salón de la fama de la New Jersey State Interscholastic Athletic Association en 1997.
Campbell fue elegido en el draft por los NFL Cleveland Browns en 1957, donde jugó una temporada. Campbell fue despedido el año siguiente por haberse casado con una mujer blanca.
Posteriormente jugó varias temporadas en la Canadian Football League, terminando su carrera en 1964.